# Hipokoristik
Hipokoristici (grč. hypokoristikós, umilan), odmilice ili imenice odmila (od milja, od dragosti) posebne su tvorbene inačice općih ili vlastitih imenica kojima se izražava odnos bliskosti, nježnosti, intimnosti, prisnosti i slično.
Hipokoristici se tvore na tri načina: 
1. da se od temeljne riječi uzme prvi slog i jedan ili dva suglasnika iza njega, npr. rođak – rođo, ujak – ujo, medvjed – medo itd.; na taj se način često tvore hipokoristici od vlastitih imenica, npr. Ivan – Ivo, Petar – Pero, Magdalena – Magda, Jelena – Jela;
2. da se na početni slog temeljne riječi doda koji suglasnik (obično c, j, l, k, š i sl.), npr. brat – braco (brajo, brale), brijač – brico i sl.;
3. da se odbaci drugi ili, puno rjeđe, prvi dio riječi (obično složenoga vlastitoga imena), npr. Krunoslav – Kruno, Vjekoslav – Vjeko, Vlastimira – Vlasta, Vjekoslava – Slava itd. Hipokoristicima je svojstveno duljenje izvorno jednosložnih riječi (brat – braco), reduciranje broja slogova, u pravilu na dva (nevjesta – neva), pripadnost -e sklonidbi i imenica muškoga roda (tj. onoj koja je inače svojstvena imenicama ženskoga roda, dakle striko – strike kao i baka – bake) te dugouzlazni naglasak na prvome slogu (npr. tŕbo ili Mího).

## Primjeri
Hipokoristici se tvore na tri načina:
1. Skraćivanje vlastitih imena (Vladimir – Vlado, Dragutin – Drago)
2. Dodatak deminutivnih nastavaka (Mila – Milica)